# Lista de emires do Kuwait
Esta é uma lista dos emires do Kuwait. A dinastia Sabah chegou ao poder em 1752, antes da qual a tribo Bani Khalid governava a região.

## Sheiks e Emires do Kuwait, durante a dinastia Al-Sabah
| Nome                                                                                        | Vigência |
| ------------------------------------------------------------------------------------------- | --- |
| Sheik Sabah I bin Jaber                                                                     | 1752—1762 |
| Sheik Abdullah I Al-Sabah                                                                   | 1762—3 de Maio, 1814 |
| Sheik Jaber I Al-Sabah                                                                      | 1814—1859 |
| Sheik Sabah II Al-Sabah                                                                     | 1859—novembro de 1866 |
| Sheik Abdullah II Al-Sabah                                                                  | novembro de 1866—maio de 1892 |
| Sheik Muhammad Al-Sabah                                                                     | maio de 1892—17 de maio de 1896 (assassinado)                                                                                                   |
| Sheik Mubarak Al-Sabah, "o Grande"                                                          | 18 de maio de 1896—28 de novembro de 1915 |
| Sheik Jaber II Al-Sabah                                                                     | 28 de novembro de 1915—5 de fevereiro de 1917                                                                                                   |
| Sheik Salim Al-Mubarak Al-Sabah                                                             | 5 de fevereiro de 1917—22 de fevereiro de 1921                                                                                                  |
| Sheik Ahmad Al-Jaber Al-Sabah                                                               | 22 de fevereiro de 1921—29 de janeiro de 1950                                                                                                   |
| Sheik Abdullah III Al-Salim Al-Sabah                                                        | 29 de janeiro de 1950—24 de novembro de 1965 (tornou-se Emir em 19 de junho de 1961)                                                            |
| Emir Sabah III Al-Salim Al-Sabah                                                            | 24 de novembro de 1965—31 de dezembro de 1977                                                                                                   |
| Emir Jaber III Al-Ahmad Al-Jaber Al-Sabah Sheik Saad Al-Abdullah Al-Salim Al-Sabah -Regente | 31 de dezembro de 1977—15 de janeiro de 2006 (com uma pequena interrupção durante a Guerra do Golfo) 21 de setembro de 2001—15 de março de 2002 |
| Emir Saad I Al-Abdullah Al-Salim Al-Sabah                                                   | 15 de janeiro de 2006—24 de janeiro de 2006 (deposto pelo Parlamento e resignação imediata)                                                     |
| Emir Sabah IV Al-Ahmad Al-Jaber Al-Sabah                                                    | 29 de janeiro de 2006—29 de setembro de 2020 |
| Emir Nawaf I Al-Ahmad Al-Jaber Al-Sabah                                                     | 30 de setembro 2020—16 de dezembro de 2023 |
| Emir Mishal Al-Ahmad Al-Jaber                                                               | 16 de dezembro de 2023 — presente |